# François Golse
François Golse (Talence, 10 de setembro de 1962) é um matemático francês.
Golse obteve um doutorado em 1986 na Universidade Paris XIII, orientado por Claude Bardos, com a tese Contribution à l'étude des équations du transfert radiatif. Em 1987 tornou-se pesquisador do Centre national de la recherche scientifique (CNRS) na École normale supérieure. Em 1993 tornou-se professor da Universidade Pierre e Marie Curie. É desde 2006 professor da École Polytechnique.
Golse trabalha com equações diferenciais parciais. Com Laure Saint-Raymond demonstrou em 2004 uma conexão da solução fraca da equação de transporte de Boltzmann com a solução de Jean Leray das Equações de Navier-Stokes para escoamento incompressível. Por este resultado matemático rigoroso sobre resultados limites da hidrodinâmica da equação de Boltzmann da dinâmica gasosa recebeu em 2006 juntamente com Saint-Raymond o Prêmio SIAG-APDE da Society for Industrial and Applied Mathematics (SIAM) (pelo melhor trabalho sobre equações diferenciais).
Foi palestrante convidado ("Invited Speaker") no Congresso Internacional de Matemáticos de 2006 em Madrid (The periodic Lorentz-Gas in the Boltzmann-Grad limit).